# Cheminement d'un timbalier
Le Cheminement d'un timbalier est une œuvre de musique de chambre de la compositrice française Michèle Reverdy écrite en 2011.

## Contexte et création
Michèle Reverdy compose son Cheminement d'un timbalier pour quatre timbales en 2011. L'œuvre est écrite à la demande du percussionniste François Moreau et créée lors d'un concert à l'Adagio de Thionville le 28 mars 2011.